# Зонгулдак (вилает)
Зонгулдак (на турски: Zonguldak) е вилает в Северна Турция на Черно море. Административен център на вилаета е едноименният град Зонгулдак.
Вилает Зонгулдак е с население от 558 645 жители (оценка от 2006 г.) и обща площ от 3481 кв. км. Разделен е на 6 общини.

## Население
Численост на населението според преброяванията през годините:
| Година | Численост |
| 1990   | 653 739   |
| 2000   | 615 599   |
| 2011   | 614 775   |